# Aloe calcairophila
Aloe calcairophila é uma espécie de liliopsida do gênero Aloe, pertencente à família Asphodelaceae.